# Jacques-Laurent Agasse

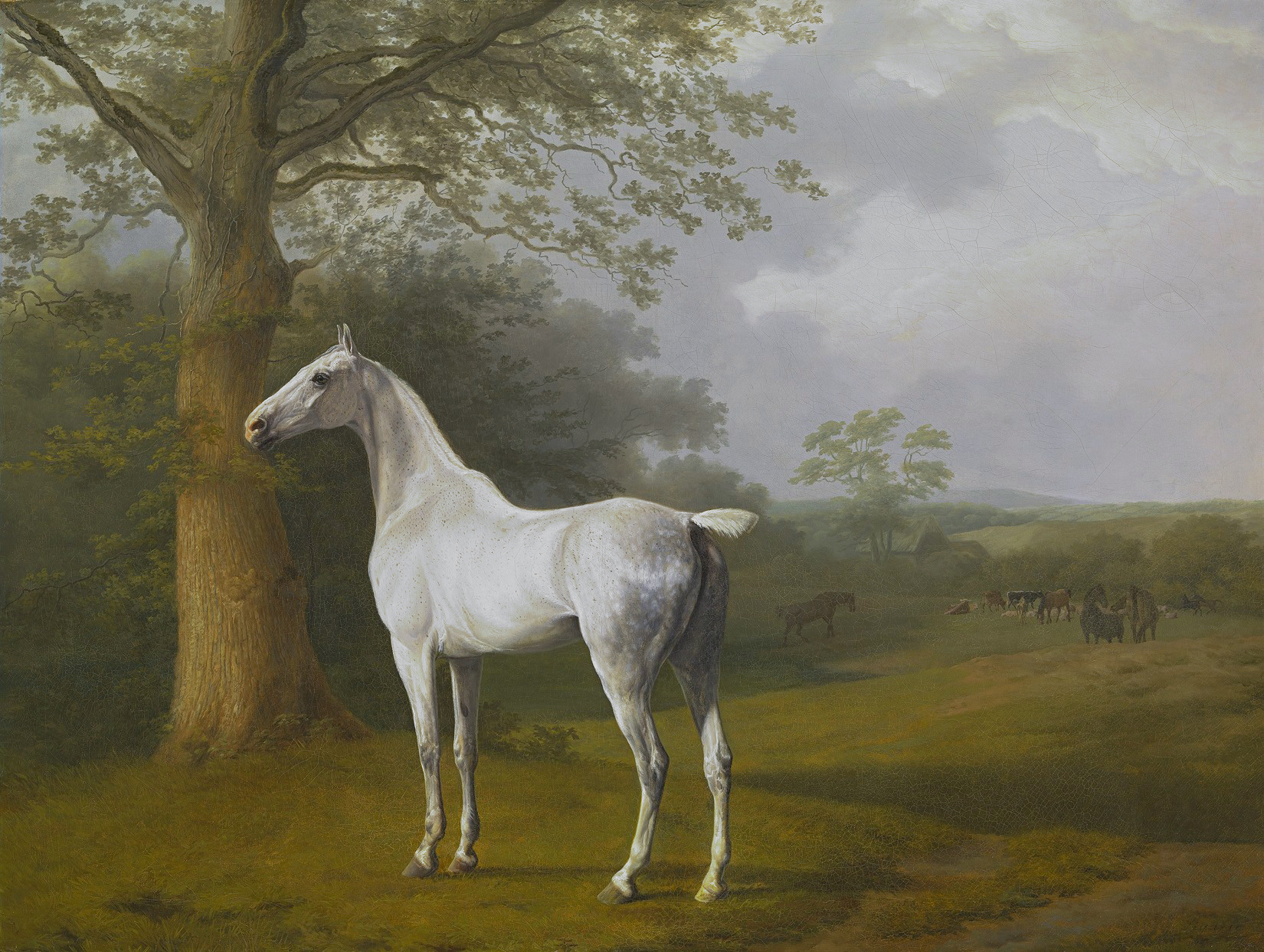
Jacques-Laurent Agasse, Biały koń – 1806-07

Jacques-Laurent Agasse (ur. 24 kwietnia 1767 w Genewie, zm. 27 grudnia 1849 w Londynie) – malarz szwajcarski, malował zwierzęta i pejzaże.
Studiował weterynarię w Paryżu, dzięki czemu dobrze poznał anatomię zwierząt. Malował głównie konie wyścigowe, wystawiał w Londynie, gdzie mieszkał w latach 1800 – 1849. Jego obrazy cechuje naturalizm i wierność szczegółom anatomicznym. Pomimo znacznej popularności ostatnie lata życia spędził w domu dla ubogich.
Największy zbiór prac artysty znajduje się Musèe d`Art et d`Histoire w Genewie.